# 青羅國際城站
青羅國際城站（：／ Cheongna Gukje Dosi yeok */?）是機場鐵道沿線的一座地面車站，位於韓國仁川廣域市西區青羅洞。此站是機場鐵道位於內陸路段的最後一站，首都圈統合收費制於本站之後即不再適用。未來首爾地鐵7號線延伸段工程完工後，將於本站與機場鐵道交會轉乘。
站名所使用的漢字「青羅」來自菁蘿島的「菁蘿」，但在興建青羅國際都市後則改使用「青羅」二字。

## 車站結構
站體為1面2線島式月台的地面車站，候車設有月台幕門，並有2處出口。
| ↑ 黔岩  |
| １２ \| |
| 永宗 ↓  |

| 月台 | 路線              | 目的地                          |
| ---- | ----------------- | ------------------------------- |
| 1    | ●仁川國際機場鐵道 | 金浦機場、首爾站方向            |
| 2    | ●仁川國際機場鐵道 | 永宗、仁川國際機場2號航站樓方向 |

## 歷史
- 2014年5月9日：站體落成完工。
- 2014年6月21日：正式啟用通車。

## 車站周邊
- 仁川國際機場高速公路北仁川交流道
- 青羅道爾頓外國人學校（朝鲜语：청라달튼외국인학교）
- 正西津（朝鲜语：정서진）
- Bears Best GC
- 青羅國際都市（朝鲜语：청라국제도시）
- 仁川西部一般產業園區
- 韩亚金融集团綜合數據中心
- HANA GLOBAL園區

## 圖片

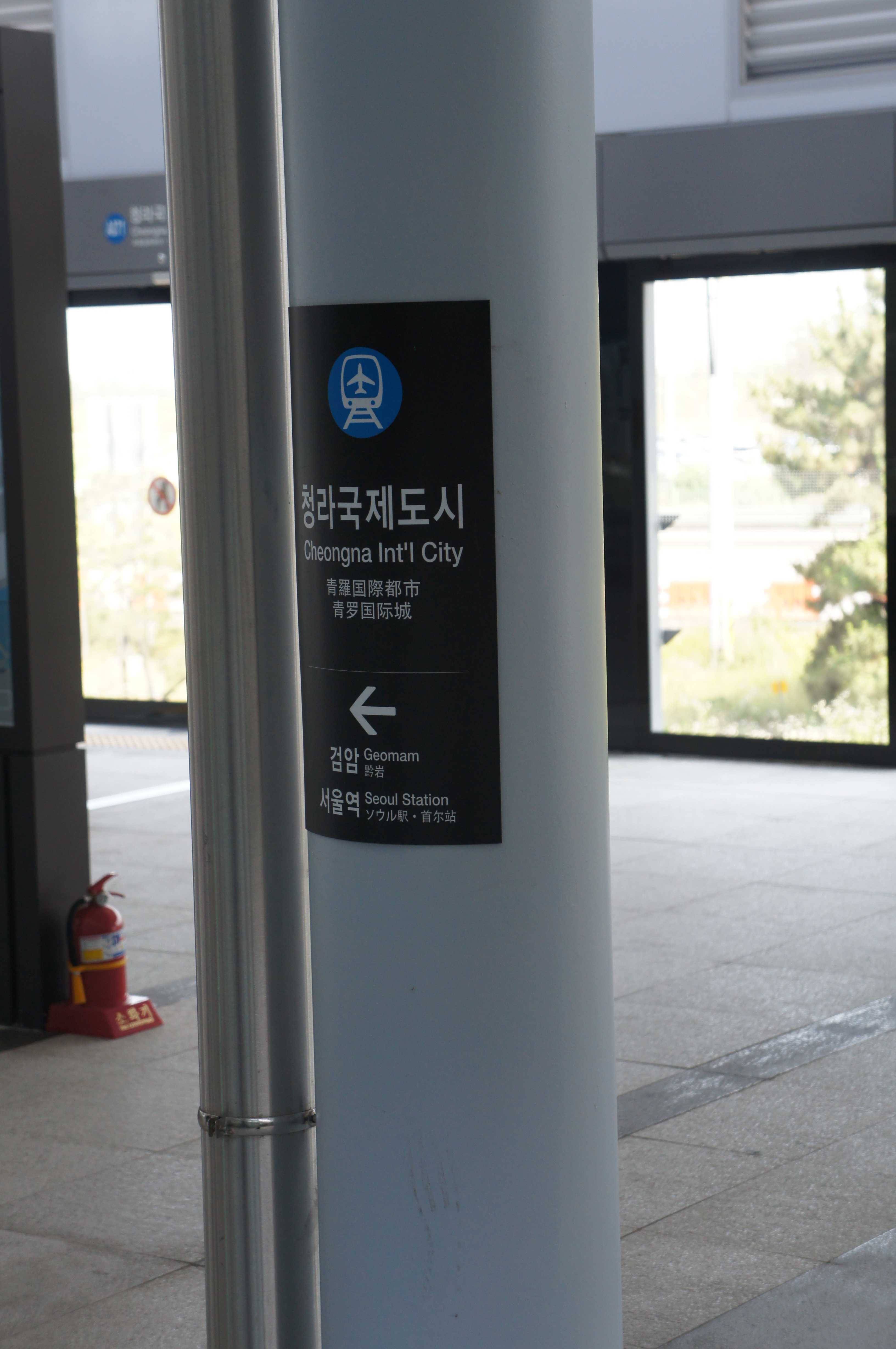
站名告示
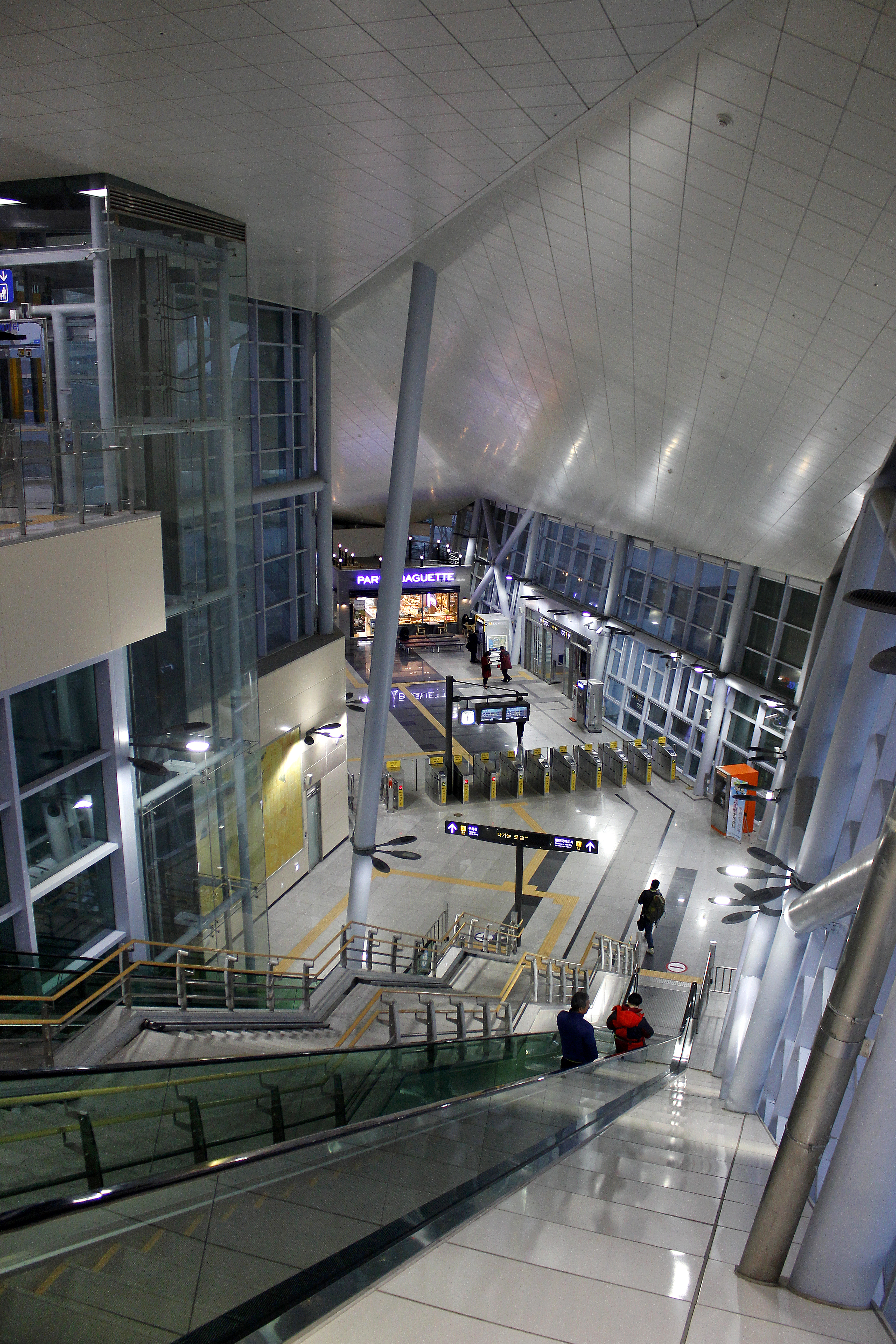
車站大廳
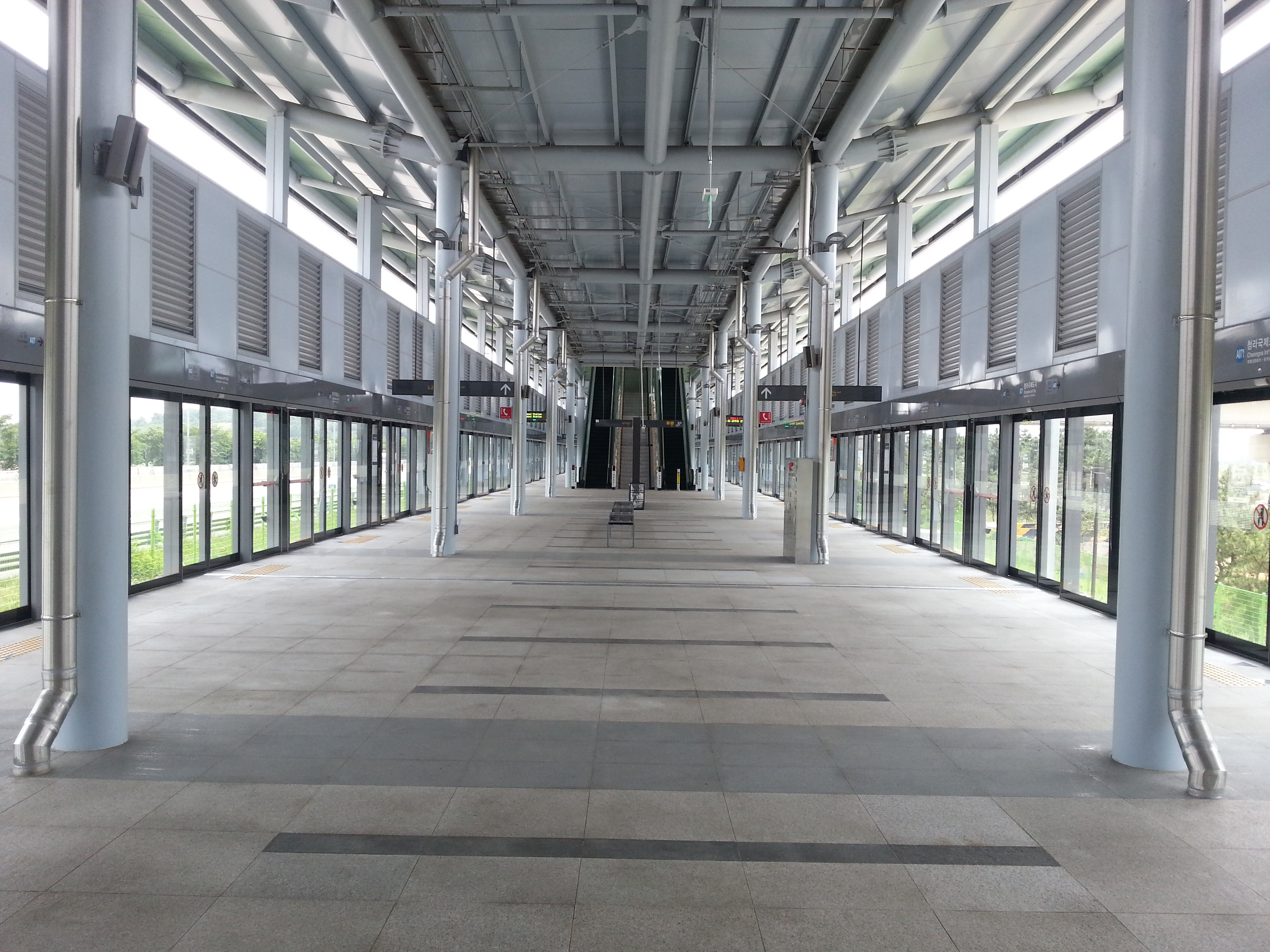
候車月台
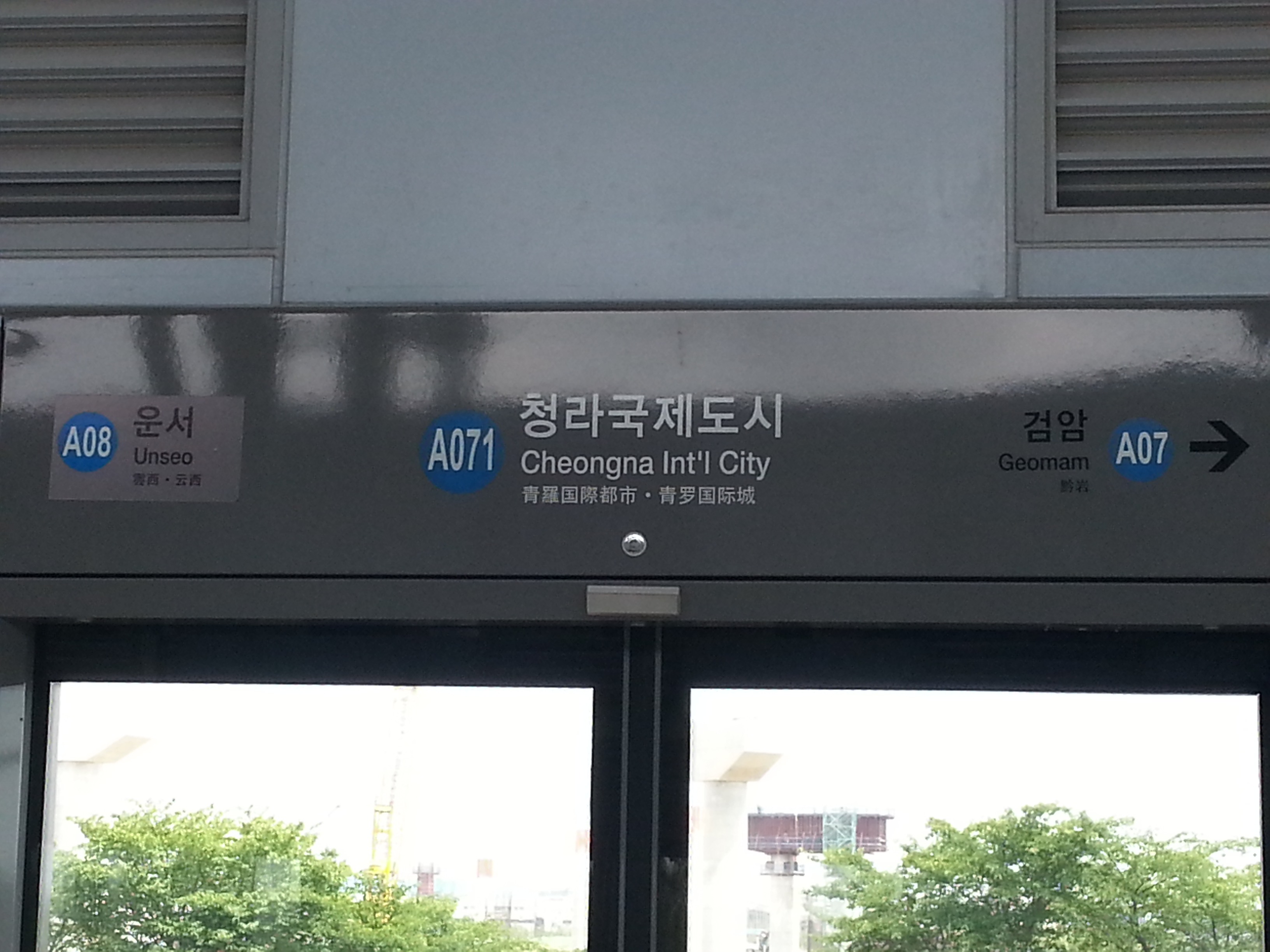
月台門資訊板
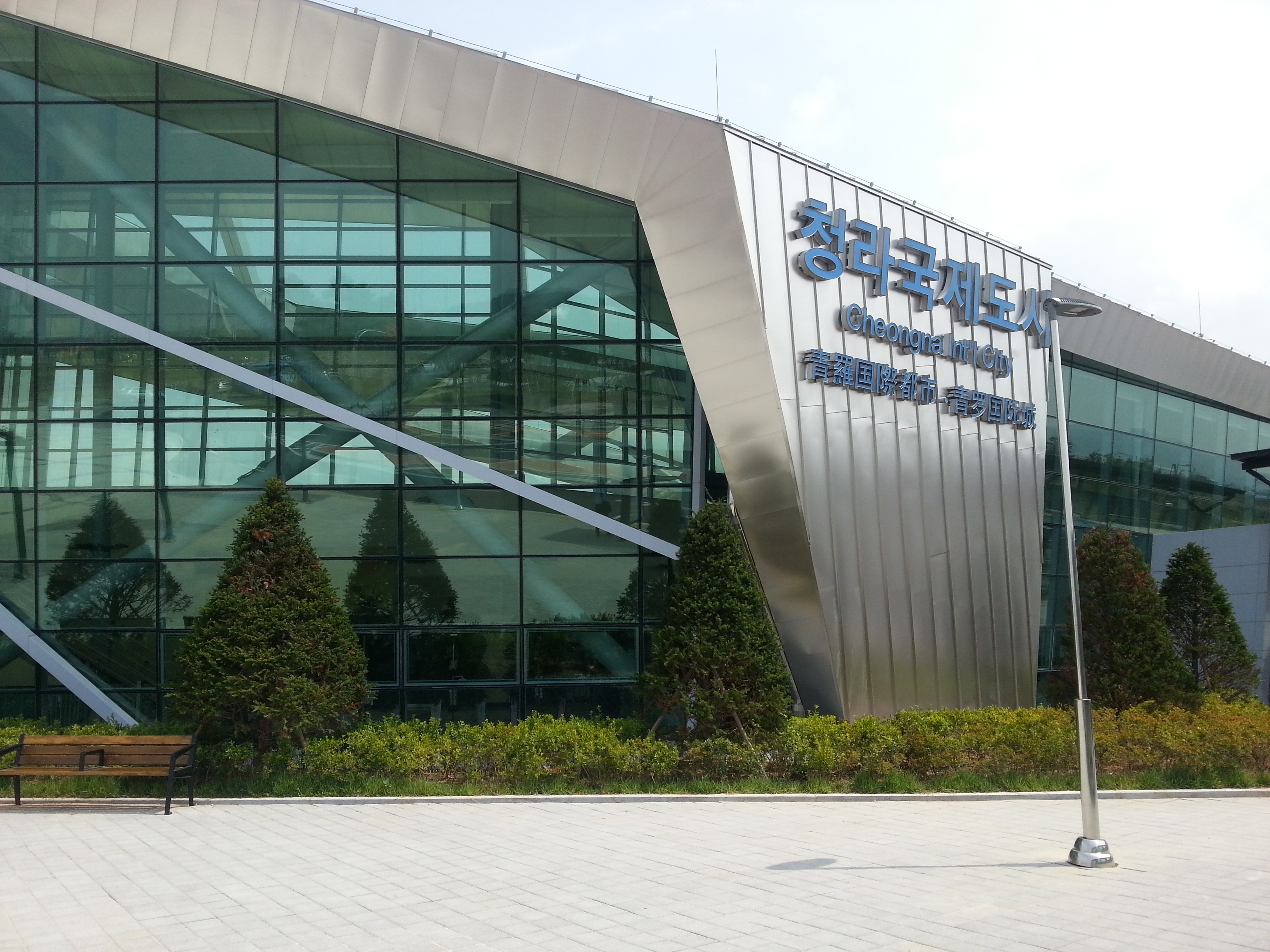
車站建築
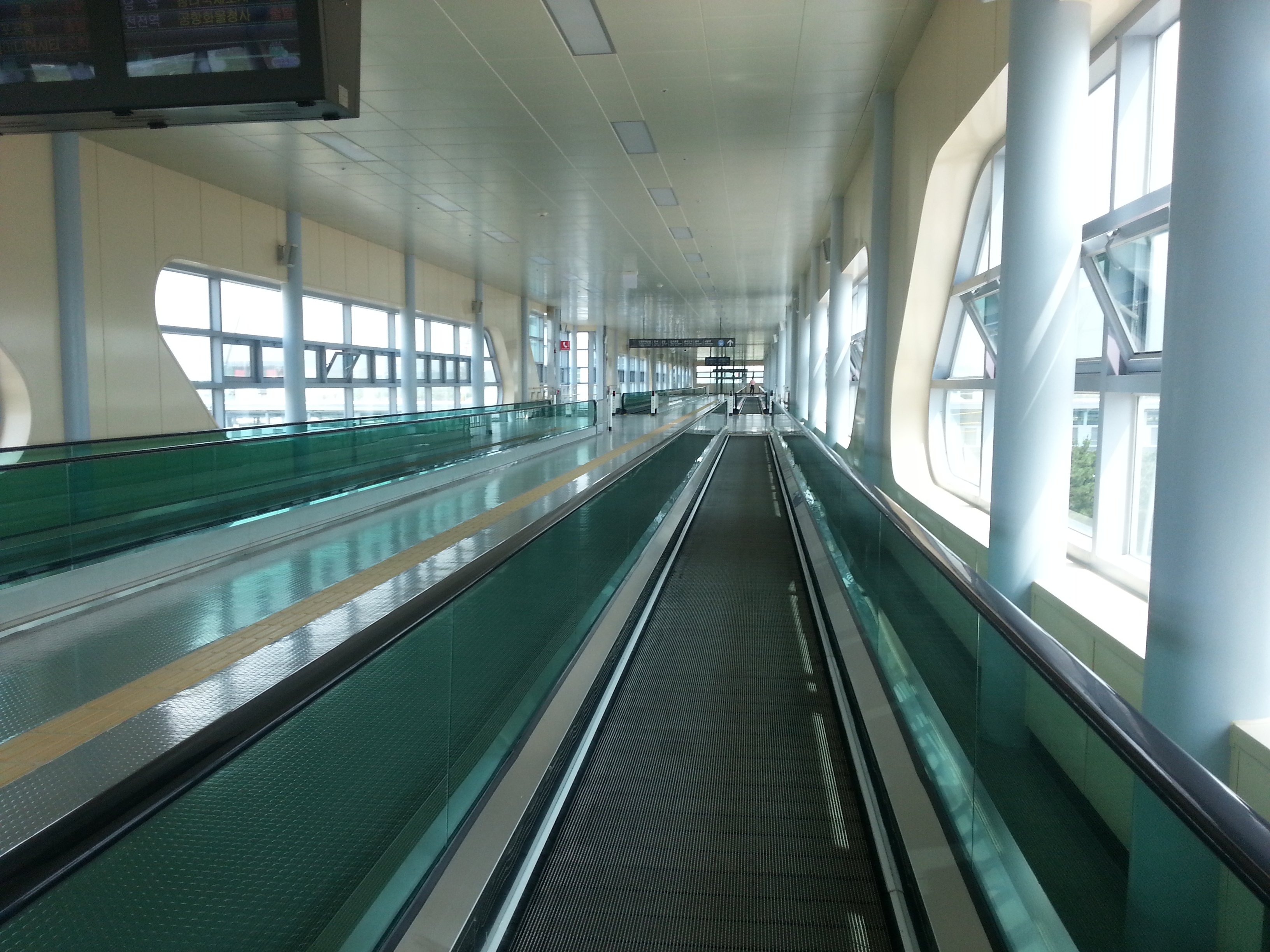
電動步道

## 相鄰車站
機場鐵道
●仁川國際機場鐵道
一般
黔岩（A07）－青羅國際城（A071）－永宗（A072）